# Verrucaria anceps
Verrucaria anceps är en lavart som beskrevs av Kremp. Verrucaria anceps ingår i släktet Verrucaria och familjen Verrucariaceae.   Inga underarter finns listade i Catalogue of Life.